# Scaricamazza
Scaricamazza è il nome della famiglia italiana originaria della Valle Siciliana d'Abruzzo, storico feudo italiano dei Mendoza, nell'odierno territorio della provincia di Teramo. La famiglia, tra la prima metà del XIX secolo e la seconda metà del XX, è ricordata come una delle protagoniste della vita economica e sociale della campagna teramana.

## Presenza nel territorio

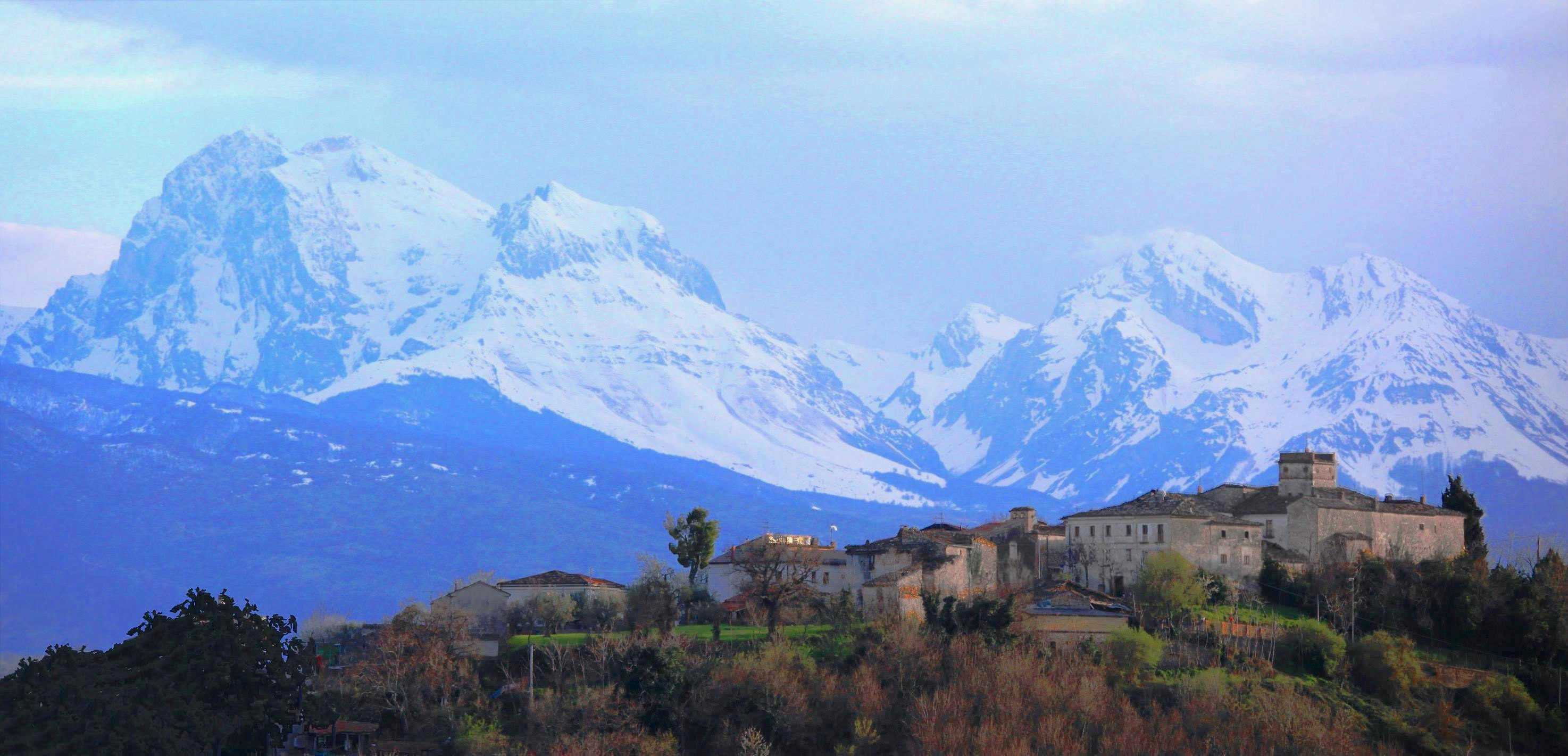
Palazzo Scaricamazza Ianuarii, Castagneto, Teramo, Italia.

Gli incarichi di procuratori dei coloni locali e il ruolo di "uomini del regime" di Castelvecchio, che è stato svolto da alcuni dei suoi componenti, si registrano da 1556; la proprietà della terra e la presenza della famiglia Scaricamazza nel paese di Castagneto sono testimoniate a partire dalla seconda metà del 1700. La stretta collaborazione con consangunei dei paesi vicini ha reso possibile, nella zona, la diffusione della famiglia. Durante il regno napoletano di Gioacchino Murat, per esempio, l'amministrazione di numerose terre dell'antico feudo di Castiglione, proprietà del Marchese Castiglione e adiacenti le terre dei Scaricamazza di Castagneto, è stata affidata a Felice Antonio Scaricamazza (di Appignano), loro parente e fattore del citato marchese.

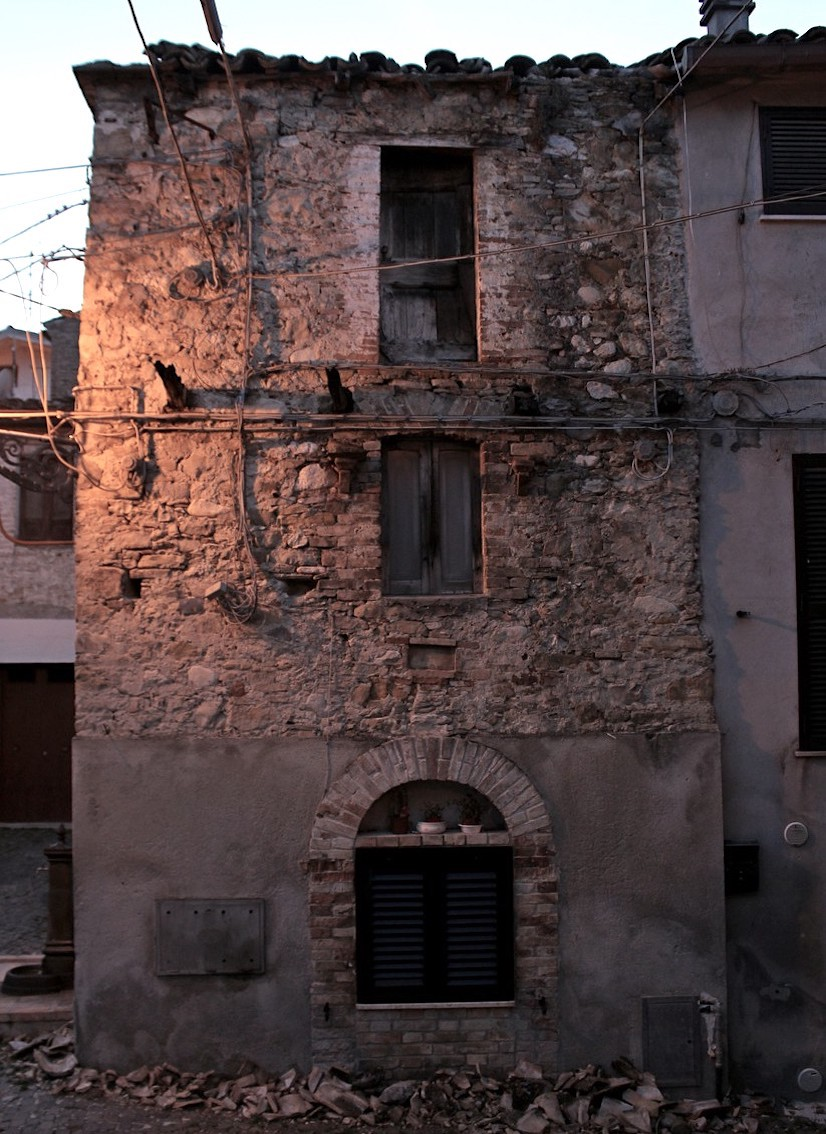
Castel Petto

Nei secoli XVIII e XIX ci fu una chiara ascesa sociale del gruppo familiare: Paolo Antonio Scaricamazza (Castiglione della Valle,?- 1809), proprietario terriero, figlio di Amico (Leognano,?-1790) e Orsola Scaricamazza (Leognano,?-1750), comprò terreni vicino al luogo di origine della famiglia, Villa Scaricamazza, oggi parte del municipio di Montorio al Vomano, e nella vicina località di Petto. 
Agli inizi del secolo XIX, fino all'annessione dell'Abruzzo all'Impero Napoleonico, e alla conseguente abolizione del feudalesimo (1806), Paolo Antonio Scaricamazza e suo figlio Giuseppe Antonio Scaricamazza hanno condiviso la baronia di Castel Petto con i Torres, Sterlich e gli Scorpione. Dopo l'occupazione francese, tuttavia, hanno abbandonato l'Abruzzo per spostarsi nei territori dello Stato Pontificio. 
Nella prima metà del secolo XIX è nato il ramo familiare degli Ianuarii Scaricamazza: questo è il cognome composto assunto dall famiglia Scaricamazza di Castagneto dopo il matrimonio di Rosa Maria Scaricamazza (Castagneto, 1816-1864) e Francesco Ianuarii di Pascellata (Valle Castigliana, Teramo). Il 1º ottobre del 1831 si celebrarono le nozze di Francesco, figlio di Donato Ianuarii e Floridora Ragonici, proprietari terrieri, e Rosa Marina, figlia di Maria Pannella (1768-1859) e Francesco Scaricamazza (Castagneto, 1786-1865), proprietari di numerose tenute nella zona di Teramo. La cerimonia ha avuto luogo nella cappella privata della loro residenza storica: il Palazzo Ianuarii-Scaricamazza di Castagneto. 
L'attività politica di Luca Ianuarii-Scaricamazza (1831-1886), figlio maggiore di Rosa Marina Scaricamazza e Francesco Ianuarii, proprietario terriero e assessore del Municipio di Teramo per la Sinistra storica; guida religiosa e amministrazione di Don Bernardino Scaricamazza, Pievano nella Chiesa di Santa Maria di Praediis di Castagneto (pievania con giurisdizione su molte altre chiese della zona); le elezioni politiche e agricole di Francesco Ianuarii Scaricamazza (1869-1952, Castagneto), proprietario terriero, enologo e politico, hanno avuto un impatto diretto per più di un secolo nello sviluppo e l'aspetto urbano, territoriale e sociale del piccolo villaggio.
L'antica torre del palazzo continua ad essere il centro e l'emblema di Castagneto.
L'araldista italiano Dario Scaricamazza, residente in Spagna, è l'attuale rappresentante della Casa degli Scaricamazza di Castel Petto. Carmen Ianuarii Scaricamazza, vedova dell'artista Dante Cirillo, è l'ultima rappresentante della famiglia Ianuarii-Scaricamazza di Castagneto.